# Censo costarricense de 1892
El Censo General de la República de Costa Rica de 1892 se levantó el 18 de febrero de 1892.
Este tercer censo fue llevado a cabo por la Dirección General de Estadística, equivalente al actual Instituto Nacional de Estadística y Censos (INEC). 

## Resultados
Para 1892 el censo contabiliza a 243,205  habitantes en el país, en un territorio de 59,570 kilómetros cuadrados, para una densidad de 4 habitantes por kilómetro cuadrado.  En 1883 habían 182,073 habitantes.
| Provincia  | Cantón        | Población en censo de 1892 | Población en censo de 1883 | Variación | Variación porcentual |
| ---------- | ------------- | -------------------------- | -------------------------- | --------- | -------------------- |
| San José   | San José      | 39 112                     | 30 123                     | 8989      | 29.84%               |
| San José   | Escazú        | 6522                       | 5550                       | 972       | 17.51%               |
| San José   | Desamparados  | 6471                       | 5408                       | 1063      | 19.66%               |
| San José   | Puriscal      | 6845                       | 1942                       | 4903      | 252.47%              |
| San José   | Tarrazú       | 2583                       | 1378                       | 1205      | 87.45%               |
| San José   | Aserrí        | 6030                       | 4785                       | 1245      | 26.02%               |
| San José   | Mora          | 5814                       | 6976                       | −1162     | -16.66%              |
| San José   | Goicoechea    | 3341                       | -                          | -         | -                    |
| Alajuela   | Alajuela      | 19 300                     | 15 247                     | 4053      | 26.58%               |
| Alajuela   | San Ramón     | 9928                       | 10 111                     | −183      | -1.81%               |
| Alajuela   | Grecia        | 8797                       | 7178                       | 1619      | 22.56%               |
| Alajuela   | San Mateo     | 3353                       | 2525                       | 828       | 32.79%               |
| Alajuela   | Atenas        | 6208                       | 5551                       | 657       | 11.84%               |
| Alajuela   | Naranjo       | 6847                       | 4593                       | 2254      | 49.07%               |
| Alajuela   | Palmares      | 2770                       | -                          | -         | -                    |
| Cartago    | Cartago       | 25 898                     | 20 398                     | 5500      | 26.96%               |
| Cartago    | Paraíso       | 7819                       | 7114                       | 705       | 9.91%                |
| Cartago    | La Unión      | 4256                       | 2916                       | 1340      | 45.95%               |
| Heredia    | Heredia       | 16 480                     | 16 452                     | 28        | 0.17%                |
| Heredia    | Barva         | 2964                       | 2663                       | 301       | 11.30%               |
| Heredia    | Santo Domingo | 5118                       | 4254                       | 864       | 20.31%               |
| Heredia    | Santa Bárbara | 2845                       | 2449                       | 396       | 16.17%               |
| Heredia    | San Rafael    | 4204                       | -                          | -         | -                    |
| Guanacaste | Liberia       | 5883                       | 4744                       | 1139      | 24.01%               |
| Guanacaste | Nicoya        | 4577                       | 3824                       | 753       | 19.69%               |
| Guanacaste | Santa Cruz    | 5948                       | 4748                       | 1200      | 25.27%               |
| Guanacaste | Bagaces       | 1476                       | 991                        | 485       | 48.94%               |
| Guanacaste | Cañas         | 2165                       | 595                        | 1570      | 263.87%              |
| Puntarenas | Puntarenas    | 8869                       | 4018                       | 4851      | 120.73%              |
| Puntarenas | Esparza       | 3298                       | 2441                       | 857       | 35.11%               |
| Limón      | Limón         | 7484                       | 1858                       | 5626      | 302.80%              |